# Dragan-altaarstuk
Het Dragan-altaarstuk (Italiaans: Pala Dragan), ook bekend als Madonna en kind op een troon tussen de heiligen (Italiaans: Madonna col Bambino in trono tra i santi), is een schilderij van Cima da Conegliano dat hij omstreeks 1497-1501 maakte. Sinds 1812 maakt het deel uit van de collectie van de Gallerie dell'Accademia in Venetië.

## Geschiedenis
De Venetiaanse scheepseigenaar Giorgio Dragan (gestorven in 1499) bestelde het schilderij voor zijn familiekapel in de Santa Maria della Carità. Deze kapel en de marmeren lijst van het schilderij waren gemaakt door Cristoforo Solari. In de tijd van Napoleon werd de kapel afgebroken. De kerk ging deel uit maken van de nieuw opgerichte Gallerie dell'Accademia, waar het schilderij tentoongesteld werd.

## Voorstelling
Maria neemt een centrale positie op het schilderij in, gezeten op een troon met Jezus op haar schoot. Op deze sacra conversazione zijn van links naar rechts zes heiligen te herkennen: 
- een vrouwelijke heilige met een palmtak, wellicht de heilige Catharina.
- de heilige Joris, voorgesteld als een ridder met een zwaard en een speer. Waarschijnlijk is dit een portret van de opdrachtgever.
- de heilige Nicolaas, te herkennen aan de drie gouden ballen die hij gebruikte om drie arme meisjes te redden van een bestaan als prostituee.
- de heilige Antonius-Abt met een T-vormige staf waaraan een bel hangt.
- de heilige Sebastiaan, die vaak als een vrijwel naakte jonge man met pijlen in zich lichaam werd afgebeeld.
- een vrouwelijke heilige met een palmtak, wellicht de heilige Lucia.

De personen op het schilderij maken nauwelijks contact met elkaar, alleen Antonius-Abt kijkt Jezus aan. Voor de troon zitten twee engelen die een luit en een viool bespelen. Omdat Cima een laag perspectief gebruikt, is het plafond zichtbaar van de loggia waar de scene zich afspeelt. Op de achtergrond is het landschap van de Venetiaanse Voor-Alpen te zien dat op veel werken van de schilder terugkomt.
Het altaarstuk is gemaakt rond het jaar 1500, aan het einde van Cima's loopbaan. De invloed van Giovanni Bellini, in het bijzonder zijn Altaarstuk van San Giobbe, is onmiskenbaar. In het verleden is het schilderij daarom ten onrechte aan hem toegeschreven. Het werk sluit aan bij vernieuwingen die kunstenaars als Antonello da Messina (Altaarstuk van San Cassiano) introduceerden.

## Afbeeldingen

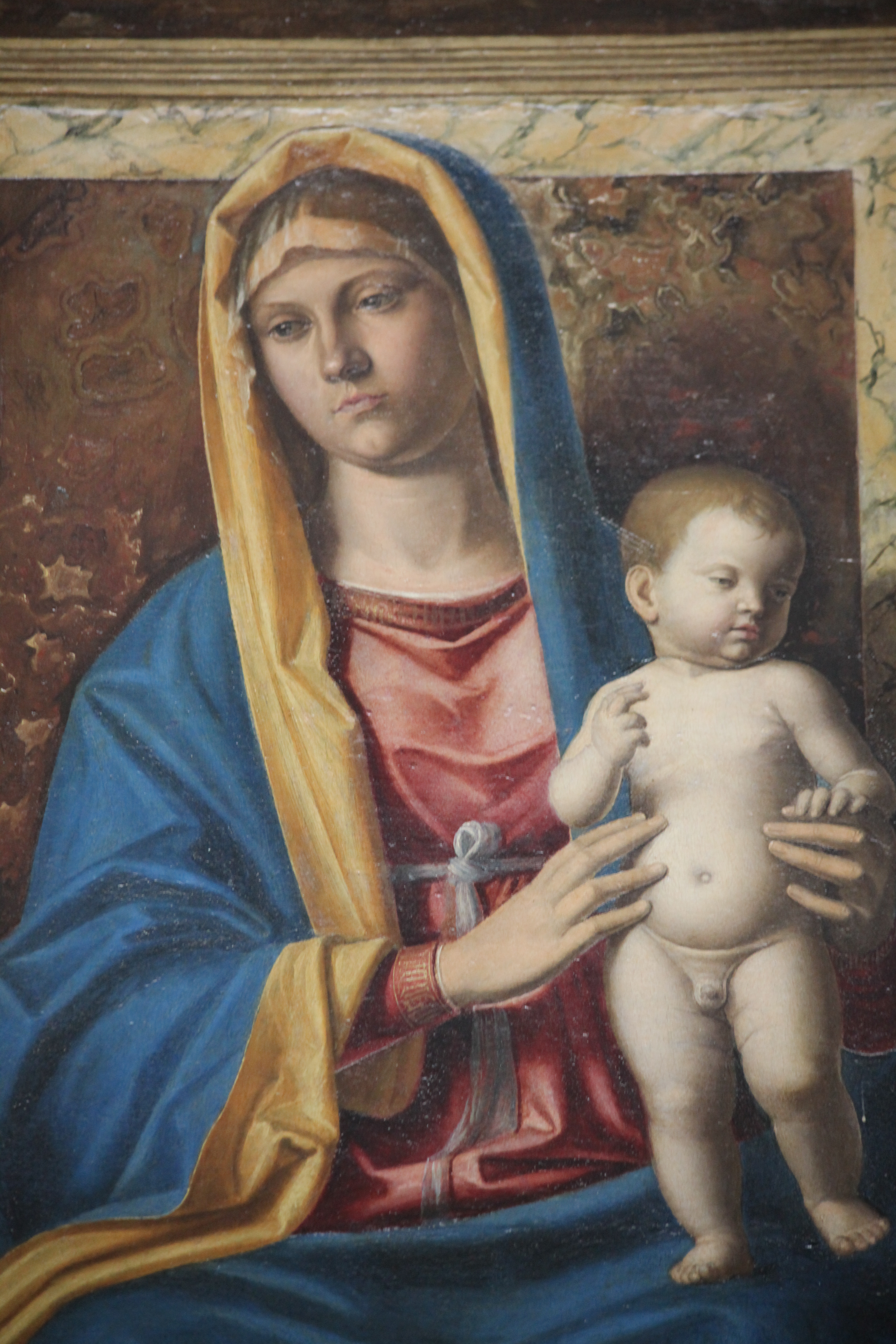
Detail
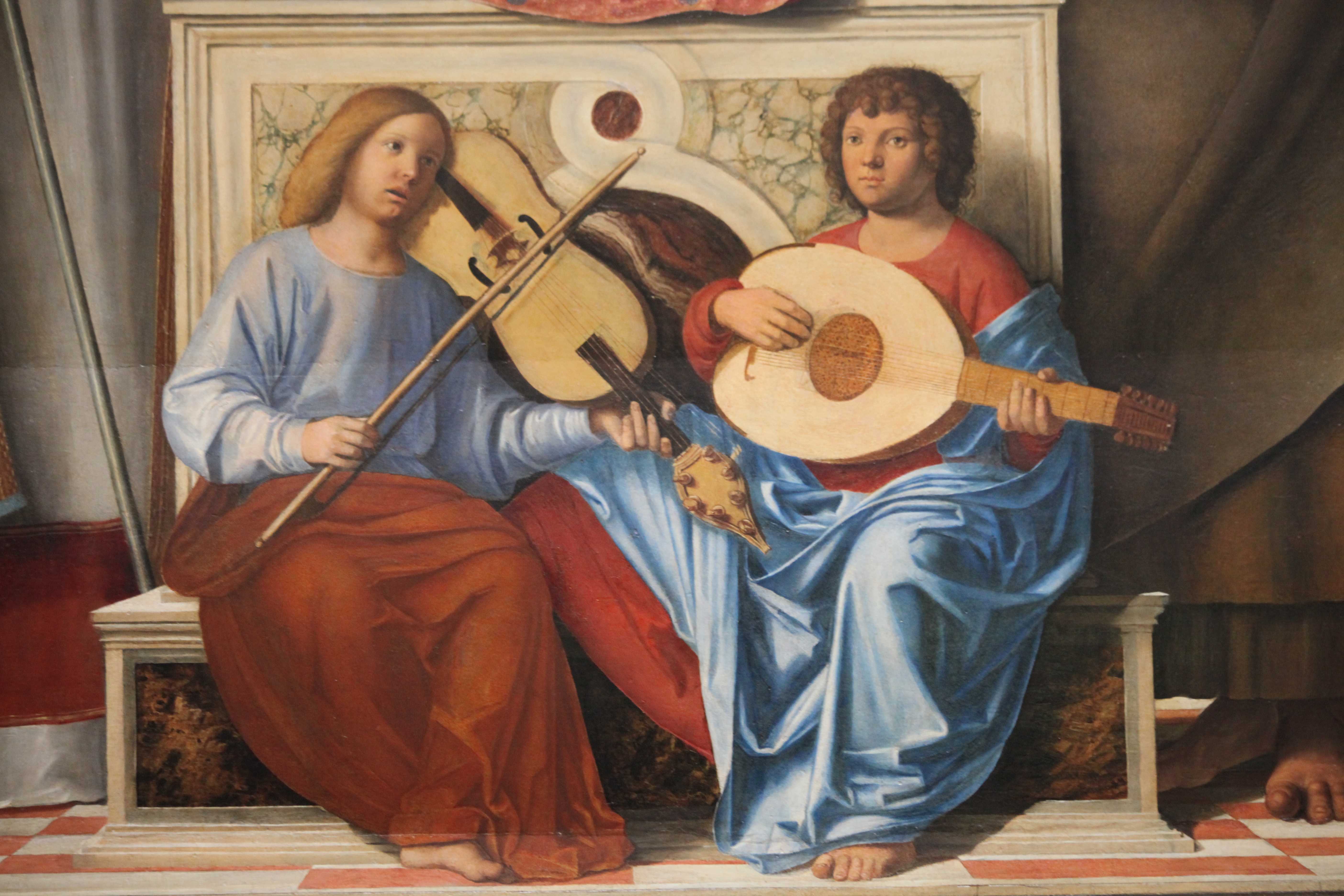
Detail
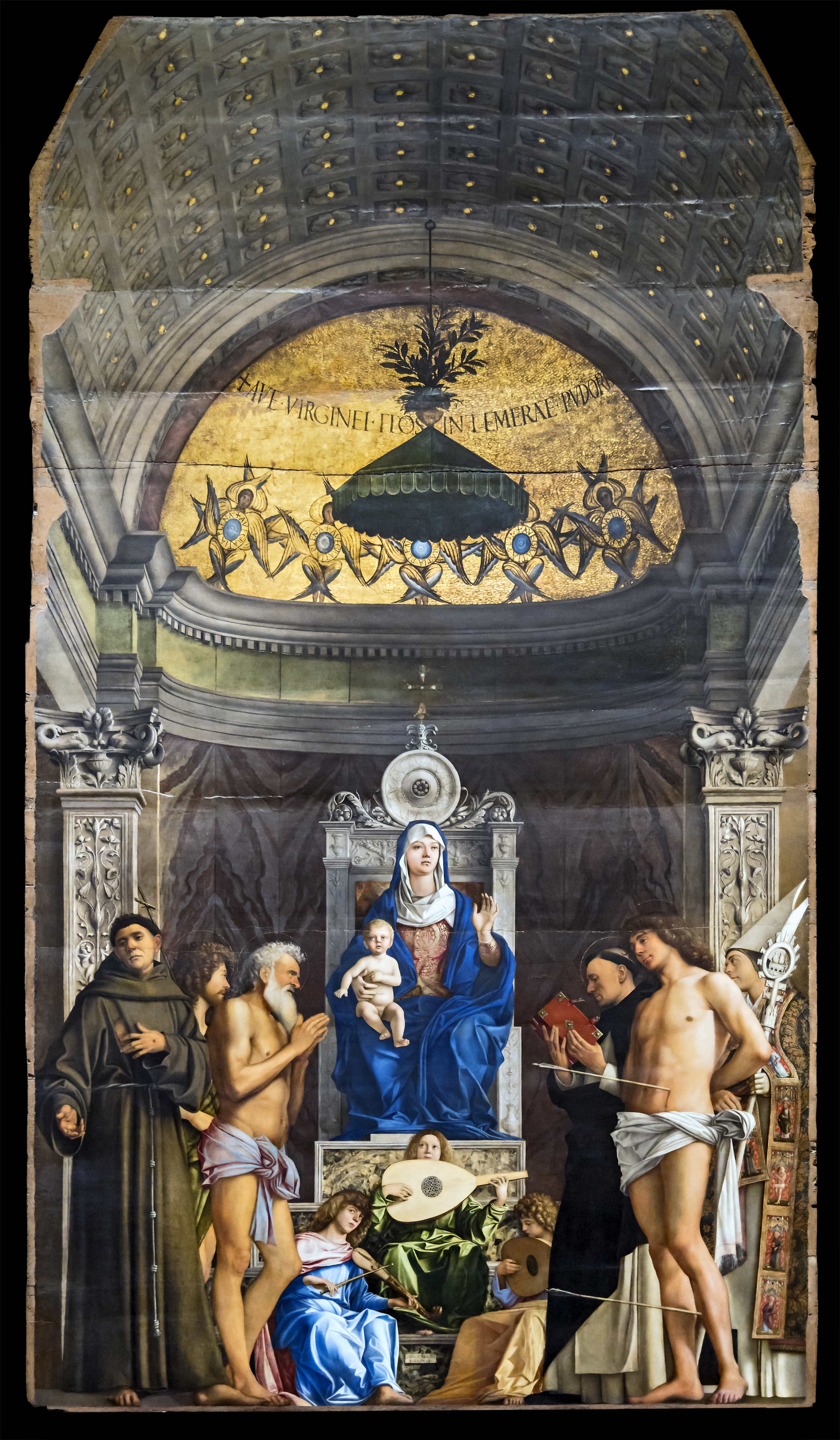
Altaarstuk van San Giobbe - Giovanni Bellini
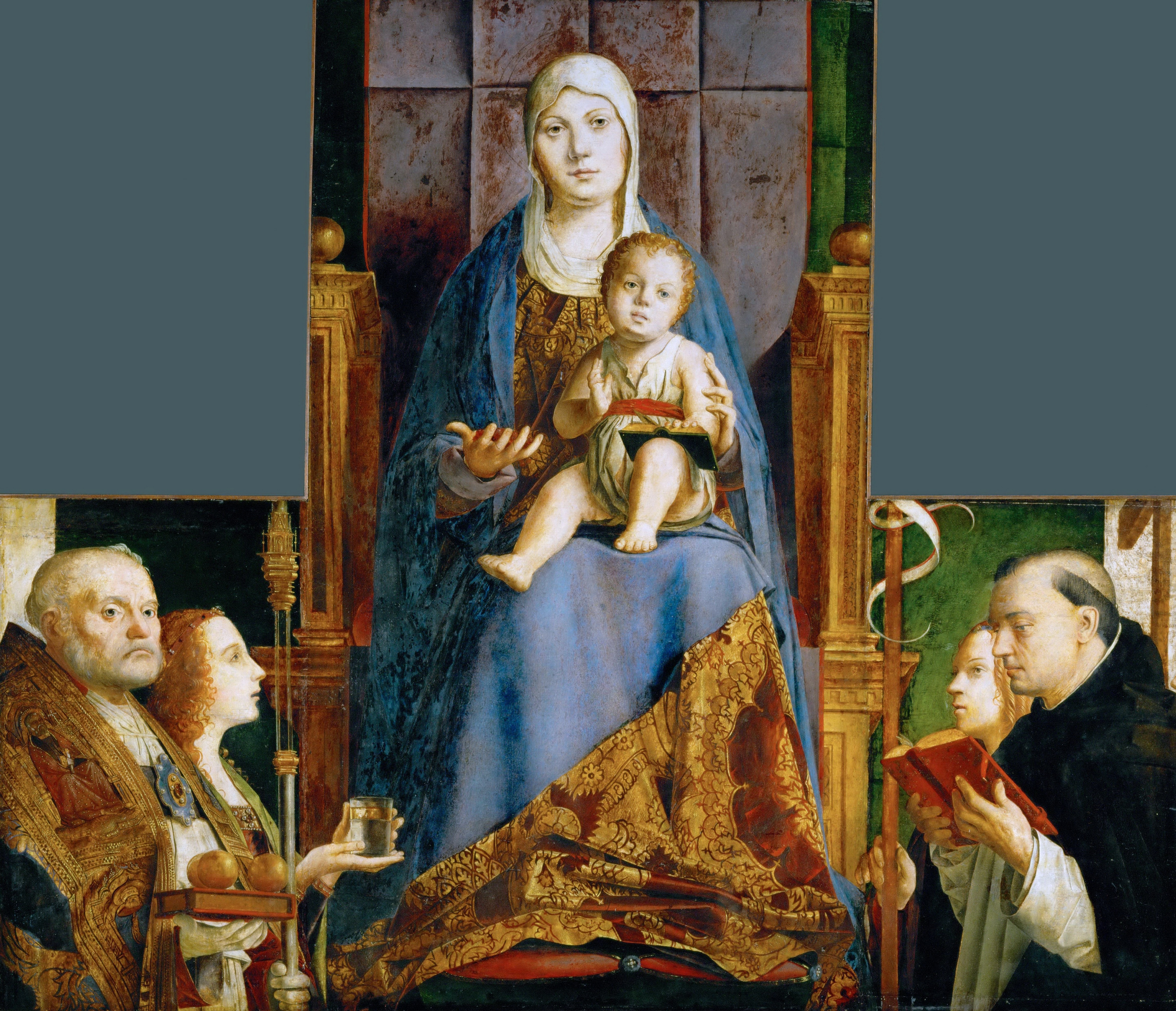
Altaarstuk van San Cassiano - Antonello da Messina